# Kraľovany
Kraľovany (slowakisch; ungarisch Kralován) ist eine Gemeinde in der Nordslowakei mit 430 Einwohnern (Stand 31. Dezember 2024) im Okres Dolný Kubín, einem Teil von Žilinský kraj.

## Geographie

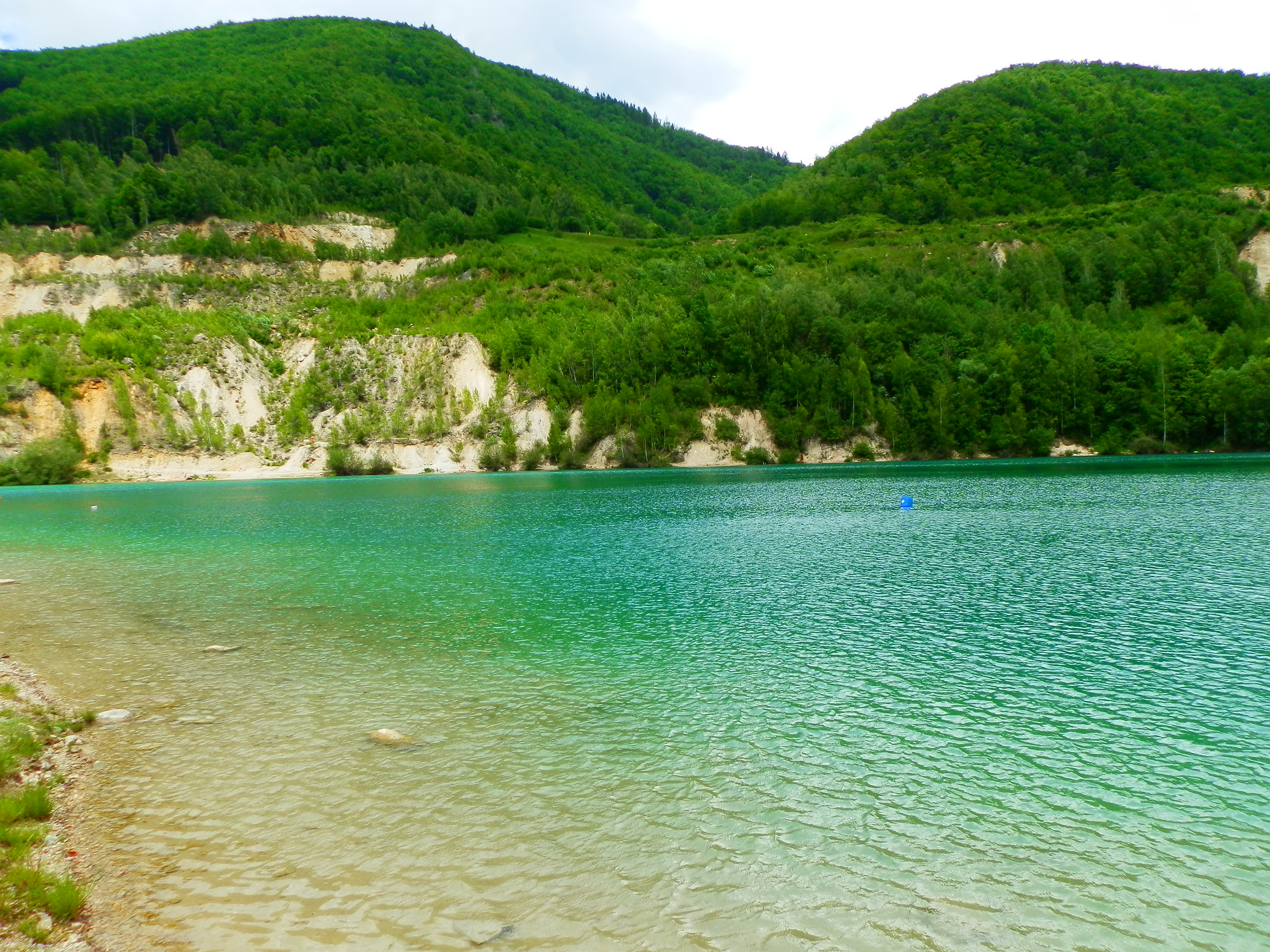
Ehemaliger Steinbruch in der Ortslage Rieka

Die Gemeinde befindet sich an der Mündung der Orava in die Waag, vollkommen von Gebirgen umschlossen: der Kleinen Fatra im Norden und Westen sowie der Großen Fatra im Süden. Die Waag mäandriert westlich des Ortes im Kraľoviansky meander, unweit davon in Rieka, nahe der Gemeindegrenze zu Šútovo, findet man einen aufgefüllten Steinbruch. Der höchste Punkt des Gemeindegebietes ist der 1308 m n.m. hohe Žobrák in der Kleinen Fatra, ein weiterer bedeutender Berg ist die 1187 m n.m. hohe Kopa in der Großen Fatra. Das Ortszentrum liegt auf einer Höhe von 430 m n.m. und ist 18 Kilometer von Dolný Kubín, 20 Kilometer von Ružomberok sowie 25 Kilometer von Martin entfernt.
Nachbargemeinden sind Párnica im Norden, Žaškov im Nordosten, Stankovany im Osten, Krpeľany im Süden und Šútovo im Westen.

## Geschichte

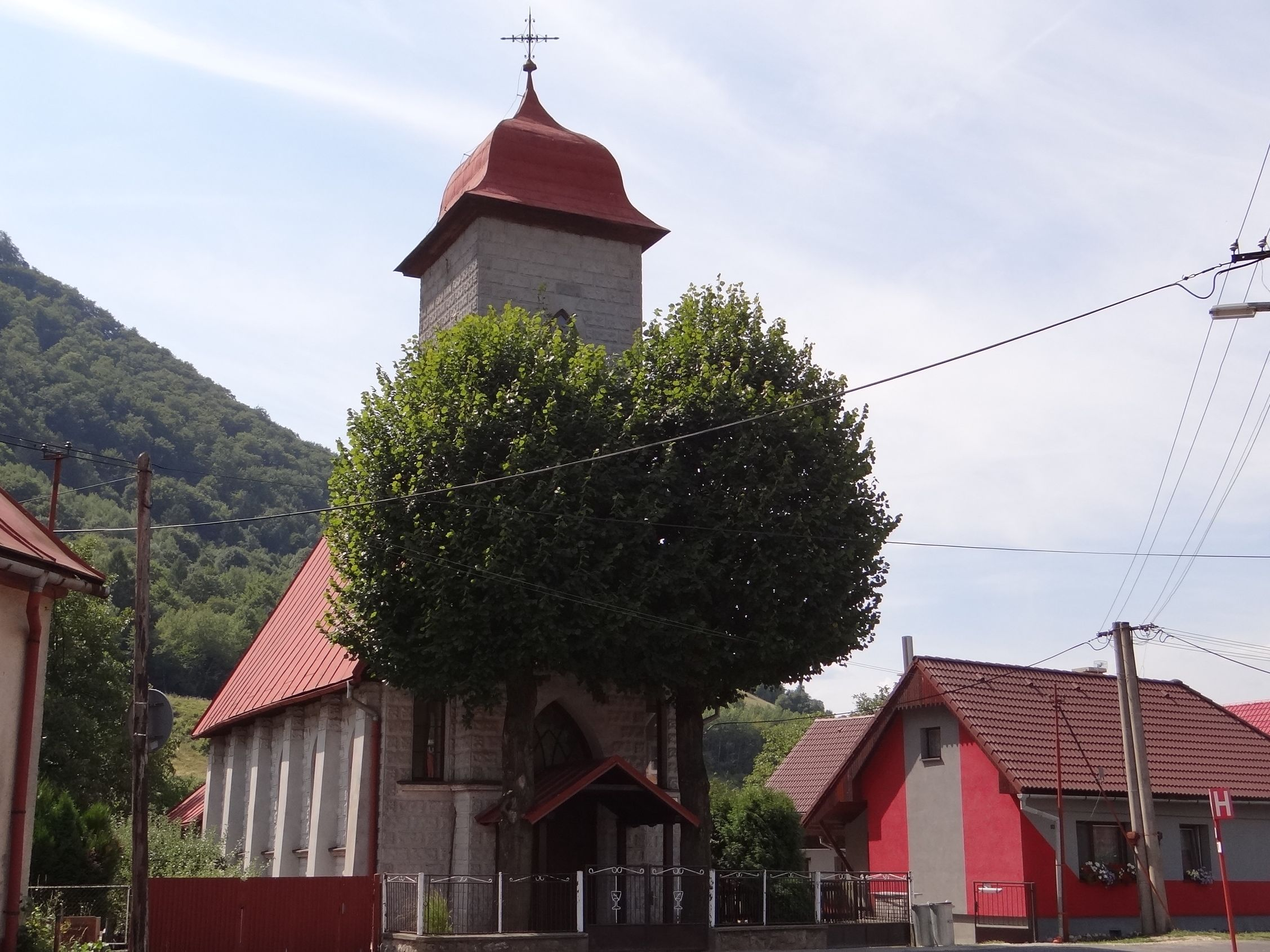
Neue evangelische Kirche

Der wurde 1363 zum ersten Mal als Kralowenen schriftlich erwähnt, er entstand auf einer bedeutenden Kreuzung von Handelswegen an der Grenze der Gespanschaften Turz, Arwa und Liptau. 1420 war Kraľovany Teil des Herrschaftsgebiets der Arwaburg und war jahrhundertelang ein Fischerdorf sowie eine Anlegestelle für Flößen. Während der Herrschaft der Familie Thurzo bestand hier eine Mautstelle sowie eine ertragreiche Gaststätte. 1625 hatte die Ortschaft 14 Familien und ungefähr 70 Einwohner. 1813 richtete ein Waaghochwasser große Schäden im Ort an. 1828 zählte man 59 Häuser und 416 Einwohner. Die Bedeutung des Ortes nahm Ende des 19. Jahrhunderts zu: Nachdem es seit 1871 hier einen Bahnhof an der Hauptstrecke der Kaschau-Oderberger Bahn gab, kam 1898 ein Abzweig Richtung Oravský Podzámok hinzu, der später ins damalige Galizien verlängert wurde.
Bis 1918 gehörte der im Komitat Arwa liegende Ort zum Königreich Ungarn und kam danach zur Tschechoslowakei beziehungsweise heute Slowakei. Nach 1918 gab es in Kraľovany je eine Säge, Essschmiede und einen Steinbruch. In der Zwischenkriegszeit wurde die Gemeinde elektrifiziert. 1944 wurde ein Zwangsarbeitslager für einhundert Juden, die im Eisenbahnbau arbeiten sollten, eingerichtet. 1944 und 1945 war die Gegend Schauplatz von schweren Gefechten, zuerst kurz vor und nach dem Ausbruch des Slowakischen Nationalaufstandes und erneut im Frühjahr 1945, bevor tschechoslowakische Truppen den Ort von der Wehrmacht befreien konnten.

## Bevölkerung
| Jahr                | 1994 | 2004    | 2014    | 2024    |
| ------------------- | ---- | ------- | ------- | ------- |
| Anzahl der Personen | 478  | 465     | 443     | 430     |
| Unterschied         |      | −2,71 % | −4,73 % | −2,93 % |

| Jahr                | 2023 | 2024    |
| ------------------- | ---- | ------- |
| Anzahl der Personen | 429  | 430     |
| Unterschied         |      | +0,23 % |

Nach der Volkszählung 2011 wohnten in Kraľovany 458 Einwohner, davon 442 Slowaken sowie jeweils ein Mährer, Rom und Tscheche. 13 Einwohner machten keine Angabe zur Ethnie.
251 Einwohner bekannten sich zur Evangelischen Kirche A. B., 145 Einwohner zur römisch-katholischen Kirche, sechs Einwohner zur evangelisch-methodistischen Kirche, fünf Einwohner zur orthodoxen Kirche sowie jeweils ein Einwohner zu den Siebenten-Tags-Adventisten und zur apostolischen Kirche. 29 Einwohner waren konfessionslos und bei 20 Einwohnern wurde die Konfession nicht ermittelt.

## Bauwerke und Denkmäler
- evangelische Kirche aus dem Jahr 1913

## Verkehr

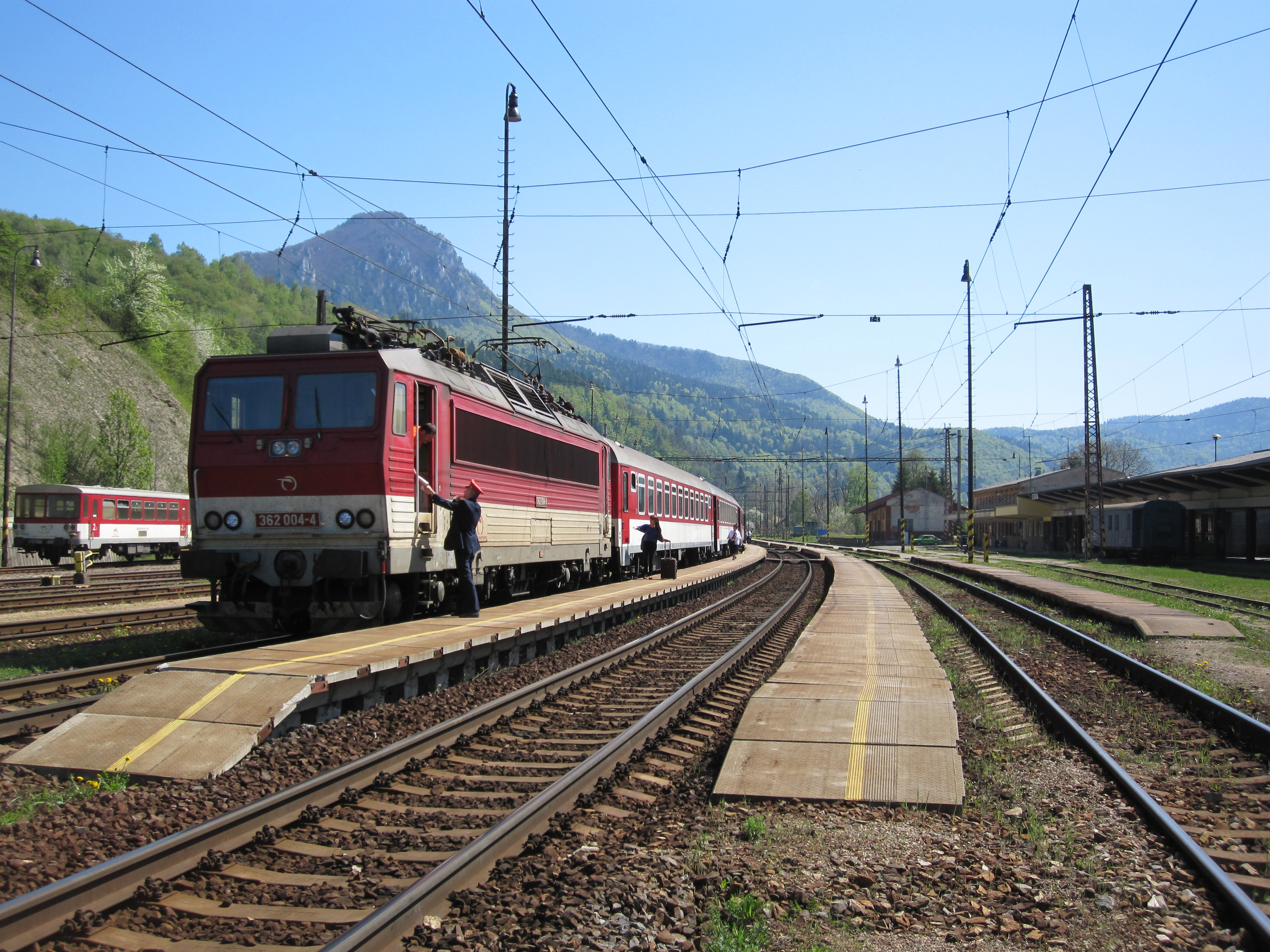
Bahnhof Kraľovany

Kraľovany besitzt einen Bahnhof an der Bahnstrecke Košice–Žilina und ist zudem Anfangspunkt der Bahnstrecke Kraľovany–Suchá Hora. Die Straße 1. Ordnung 18 (E 50) zwischen Martin und Ružomberok passiert beim Ort und kreuzt sich mit der Straße 1. Ordnung 70 Richtung Dolný Kubín.

## Söhne und Töchter der Gemeinde
- Andrej Kralovanský (1759–1809), Lehrer und Entomologe